# Robert Curl
Robert Curl (anglès: Robert Floyd Curl Jr.)  (Alice, 23 d'agost de 1933 - Houston, 3 de juliol de 2022) és un químic i professor universitari nord-americà guardonat amb el Premi Nobel de Química l'any 1996.

## Biografia
Va néixer el 23 d'agost de 1933 a la ciutat d'Alice, població situada a l'estat nord-americà de Texas. Va estudiar química a la Universitat de Rice de Houston, on es graduà el 1954, i posteriorment realitzà el doctorat l'any 1957 a la Universitat de Berkeley a Califòrnia. A partir de 1960 fou professor de química a la Universitat de Rice, d'on actualment és professor emèrit.

## Recerca científica
Interessat en la química inorgànica al laboratori de química de la Universitat de Rice, i al costat de Richard Smalley, realitzà investigacions al voltant dels àtoms de carboni, aconseguint l'any 1988 la síntesi química del fulerè. Aquesta és una estructura esfèrica formada per dos àtoms de carboni i esdevé la tercera forma més estable del carboni després del diamant i el grafit.
L'any 1996 fou guardonat, juntament amb Richard Smalley i el britànic Harold Kroto, amb el Premi Nobel de Química pel descobriment dels fulerens.
Actualment Curl investiga els processos sobre fisicoquímica al voltant del genoma de l'ADN així com la seva seqüenciació, desenvolupant instruments de raigs infrarojos per seguir el rastre quàntic en la seqüenciació.